# Alerta (emisora de radio)
Alerta es una cadena de radio colombiana operada por RCN Radio, que se transmite a través de distintas frecuencias en varias ciudades. Sus emisoras tienen un carácter local y popular, con programación que combina noticias de la comunidad, música popular y contenidos de interés general. Algunos programas son enlazados entre ciudades, manteniendo siempre un enfoque cercano a las audiencias locales.

## Historia

### Alerta Bogotá
Alerta Bogotá nació el día 6 de agosto de 1996, como un noticiero popular, bajo la dirección del periodista Jairo Humberto Rico, y fue impulsado por Jairo Tobón de la Roche, entonces presidente de RCN Radio. Su primera casa fue  Radio Uno 1340 AM, donde captó la atención de los oyentes por su lenguaje directo y su cercanía con las problemáticas del ciudadano común. Más adelante, el espacio migró a La Cariñosa 610 AM, otra emisora de RCN Radio, consolidándose como una de las voces más populares en la radio capitalina.
El día 1 de abril de 2022, el noticiero tuvo un nuevo cambio estratégico: regresó a  Radio Uno 88.9 FM, manteniendo un enlace simultáneo y permanente entre las 5:30 a. m. y las 9:00 a. m. con La Cariñosa. Esta etapa, que se extendió hasta el 2 de mayo de 2025, permitió ampliar la cobertura y llegar a nuevos públicos gracias a la señal en FM.
A lo largo de su historia, el noticiero ha contado con voces emblemáticas como Cristóbal Américo Rivera, referente a las lecturas de noticias, Mario Aníbal Bautista Balaguera, periodista de largo recorrido, quien ha sido corresponsal y reportero esencial del noticiero con una cobertura directa de las noticias en las calles de la ciudad, y Francisco Romero (conocido como Pacho Alerta) actual director del informativo desde 2004.
El 5 de mayo de 2025, RCN Radio lanza oficialmente la emisora Alerta Bogotá FM en la frecuencia 104.4 FM, reemplazando a la emisora Fiesta. Con este cambio, el icónico noticiero se convierte en una emisora propia de contenido informativo y de servicio para Bogotá, manteniendo su esencia popular y ampliando su oferta. Posteriormente, el 18 de junio de 2025, la emisora La Cariñosa fue reemplazada por la marca Alerta Bogotá, con una programación independiente a la de su señal en FM.

### Alerta Paisa
Radio Paisa nació el 19 de febrero de 1987 en Medellín, inicialmente en la frecuencia 1260 AM y, meses después, se trasladó a la 1140 AM. Se consolidó como una emisora popular y cercana a la comunidad antioqueña, ofreciendo una programación que incluía música tradicional, noticias locales y entretenimiento.
Uno de sus espacios más destacados fue el Noticiero Popular de Radio Paisa, que con el tiempo evolucionó en Alerta Paisa en el año 2010, un programa informativo transmitido en la banda AM.
El 13 de mayo de 2025 se oficializó que Alerta Paisa pasará a operar como emisora independiente en la frecuencia 94.4 FM, con el propósito de ofrecer una mejor calidad de sonido y ampliar su cobertura regional. Como parte de esta transición, el noticiero continuó su emisión habitual en la banda AM hasta el 30 de mayo de 2025, cuando se transmitió su última edición. Con ello, se cierra una etapa significativa en su historia informativa, marcando el fin de su presencia en AM y el inicio de una nueva fase en FM.

### Alerta Tolima
La Cariñosa nació en el año 2003 en Ibagué, primero compartiendo frecuencia con Antena 2 y luego años después como frecuencia propia. Se consolidó como una emisora popular y cercana a la comunidad tolimense, ofreciendo una programación que incluía música tradicional, noticias locales y entretenimiento.
Uno de sus espacios más destacados fue el Radioperiódico Las Noticias, que con el tiempo evolucionó en Alerta Tolima en el año 2021, un programa informativo transmitido en la banda AM.
En junio de 2025 se oficializó que Alerta Tolima pasará a operar como emisora independiente en la misma frecuencia que estaba la otora La Cariñosa 1.420 AM, con el propósito de ofrecer una mejor calidad de sonido y ampliar su cobertura regional. Como parte de esta transición, el noticiero continuó su emisión habitual en La Cariñosa hasta el 27 de junio de 2025, cuando se transmitió su última edición.

### Expansión a nivel nacional
A partir del 4 de agosto de 2025, RCN Radio implementó una reestructuración estratégica de marca que afectó a determinadas emisoras de la Cadena Básica de RCN y La Cariñosa en ciudades clave como  Armenia, Barranquilla, Cúcuta y otras, con el propósito de consolidar la presencia del sistema Alerta en el panorama radiofónico colombiano. A partir del 1 de Agosto, Alerta Bogotá se encuentra disponible en la Televisión Digital Terrestre. Y también se encuentra en el operador satelital DirecTV en el canal 992.

## Frecuencias
| Ciudad        | Nombre de la estación | Frecuencia  | Código de identificación | Fecha de inicio     |
| ------------- | --------------------- | ----------- | ------------------------ | ------------------- |
| Bogotá        | Alerta Bogotá         | 104.4 FM    | HJL82                    | 5 de mayo de 2025   |
| Bogotá        | Alerta Bogotá         | 610 AM      | HJKL                     | 18 de junio de 2025 |
| Medellín      | Alerta Paisa          | 94.4 FM     | HJG42                    | 3 de junio de 2025  |
| Medellín      | Alerta Paisa          | 1140 AM     | HJDL                     | 4 de agosto de 2025 |
| Ibagué        | Alerta Tolima         | 1420 AM (Ⅰ) | HJLE                     | 1 de julio de 2025  |
| Armenia       | Alerta Armenia        | 1400 AM     | HJHM                     | 4 de agosto de 2025 |
| Barranquilla  | Alerta Barranquilla   | 760 AM      | HJAJ                     | 4 de agosto de 2025 |
| Bucaramanga   | Alerta Bucaramanga    | 1180 AM     | HJGK                     | 4 de agosto de 2025 |
| Cali          | Alerta Calidad        | 1230 AM     | HJLK                     | 4 de agosto de 2025 |
| Cartagena     | Alerta Cartagena      | 1270 AM     | HJAR                     | 4 de agosto de 2025 |
| Cúcuta        | Alerta Cúcuta         | 940 AM      | HJTL                     | 4 de agosto de 2025 |
| Manizales     | Alerta Manizales      | 1450 AM     | HJNL                     | 4 de agosto de 2025 |
| Pasto         | Alerta Pasto          | 1460 AM     | HJZU                     | 4 de agosto de 2025 |
| Pereira       | Alerta Pereira        | 1210 AM     | HJBQ                     | 4 de agosto de 2025 |
| Tuluá         | Alerta Tuluá          | 1170 AM     | HJJE                     | 4 de agosto de 2025 |
| Duitama       | Alerta Boyacá         | 1030 AM     | HJDJ                     | 4 de agosto de 2025 |
| Neiva         | Alerta Neiva          | 1100 AM     | HJYZ                     | 4 de agosto de 2025 |
| Villavicencio | Alerta Villavicencio  | 1110 AM     | HJJP                     | 4 de agosto de 2025 |

(Ⅰ) Frecuencia compartida con Antena 2.